# المجيلبة (طور الباحة)

تعديل مصدري - تعديل

المجيلبة هي إحدى قرى عزلة طور الباحة بمديرية طور الباحة التابعة لمحافظة لحج، بلغ تعداد سكانها 1099 نسمة حسب تعداد اليمن لعام 2004.